# Whickham
Whickham – miasto w Anglii, w hrabstwie ceremonialnym Tyne and Wear, w dystrykcie metropolitalnym Gateshead. Leży 5 km na południowy zachód od centrum Newcastle i 396 km na północ od Londynu. Miasto liczy 16 263 mieszkańców.